# 蓬萊島 (岩手県)

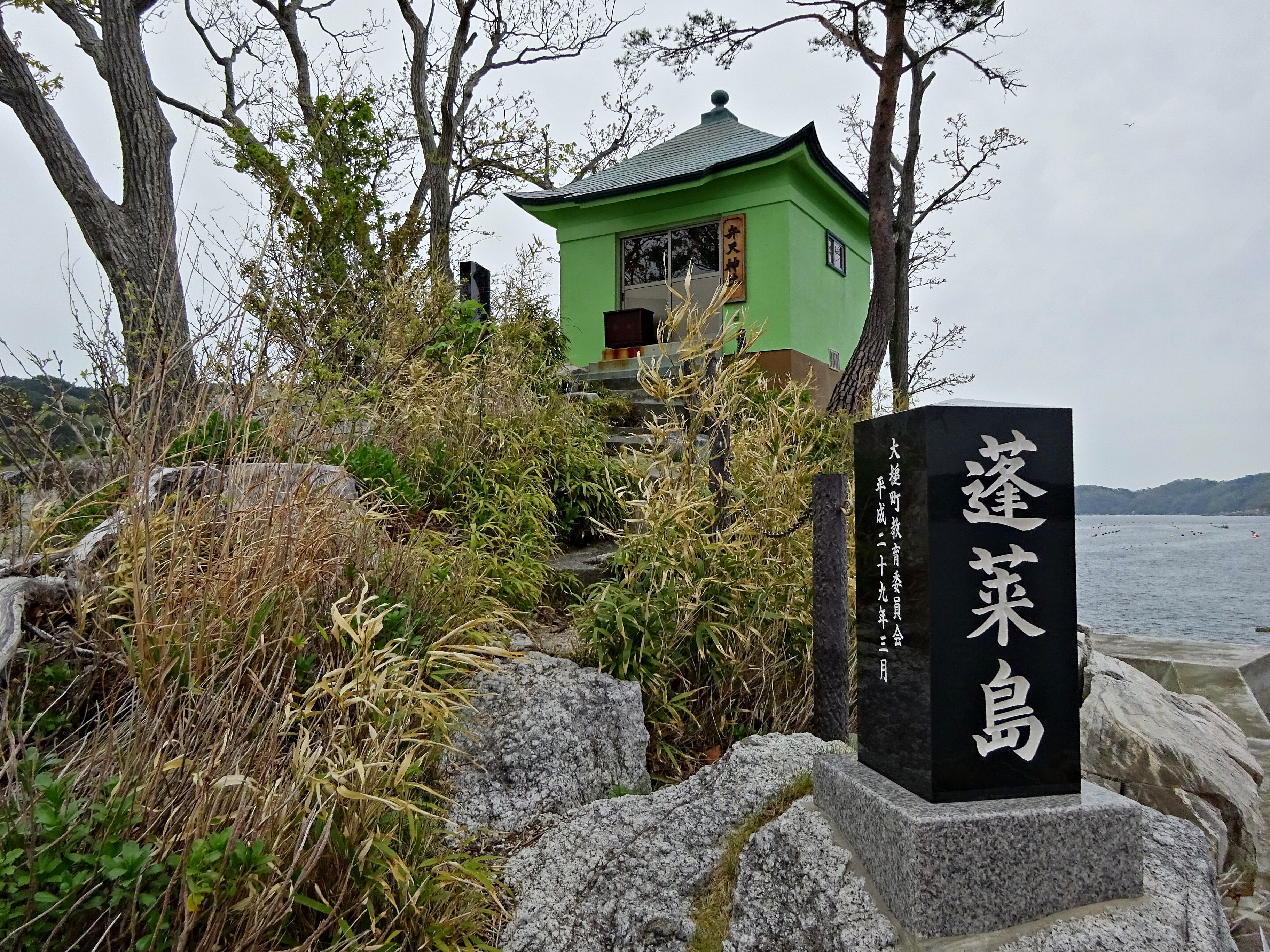
蓬莱島の頂にある弁天神社

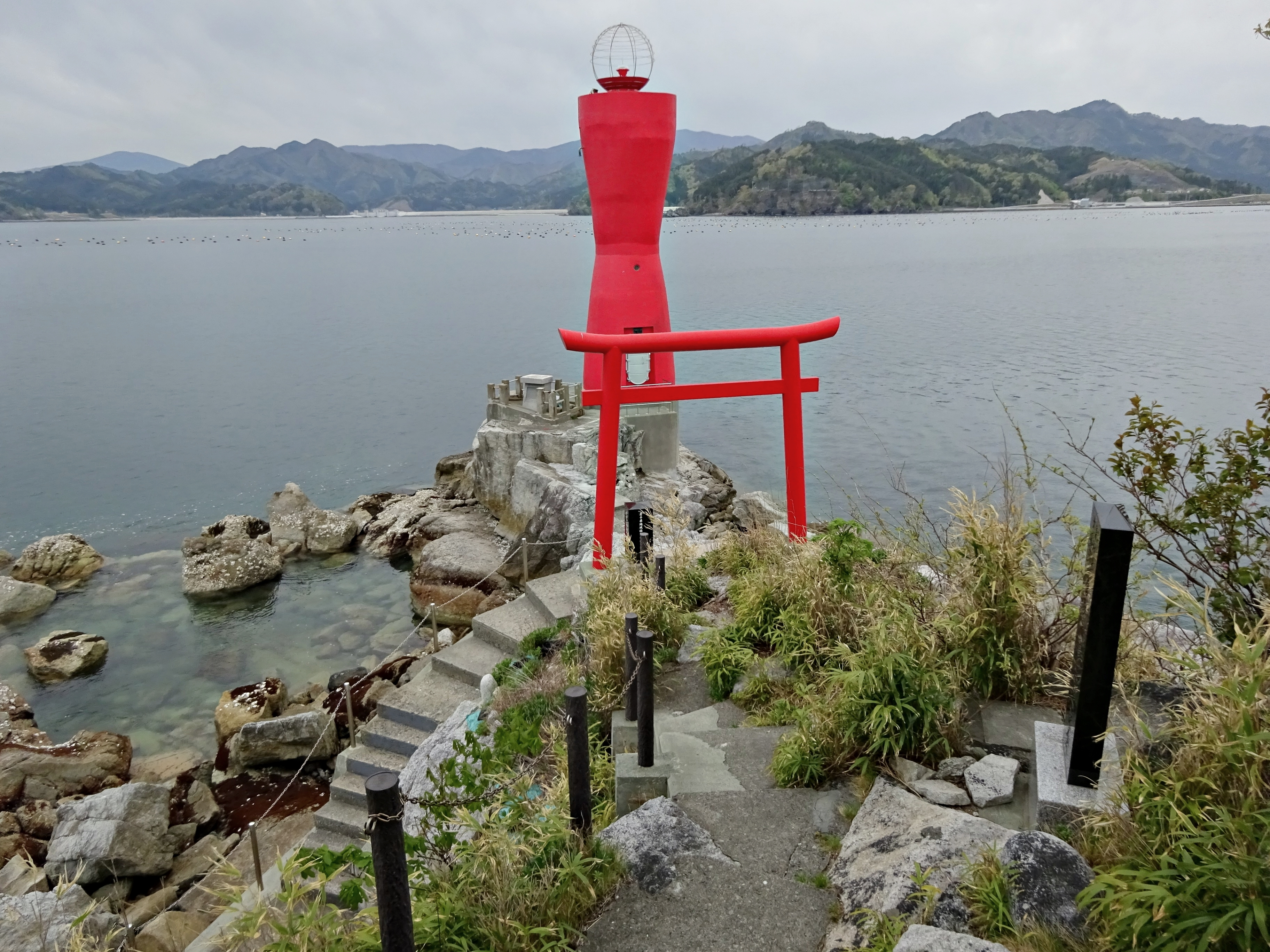
蓬莱島の脇にある、大槌港灯台

蓬萊島（ほうらいじま）は、岩手県上閉伊郡大槌町の大槌湾内にある島。ひょうたん形の島で、釜石市の三貫島や瀬戸内海にある瓢箪島とともに『ひょっこりひょうたん島』のモデルと言われる島の1つ。

## 地理
周囲約200mの小島で、大小2つの丘が連なったひょうたん形をしている。
小さな方の丘には1953年（昭和28年）12月20日に設置された高さ7.4mの大槌港灯台があったが、2011年（平成23年）3月11日の東日本大震災で根元から倒壊。その後、再建され、2012年（平成24年）12月13日に初点灯した。再建後の灯台は、大槌町在住者からの公募によって選ばれたデザインで、太陽と砂時計をイメージした形をしている。高さは再建前より4m高い11.47mとされている。
大きな方の丘には、弁天神社があり弁才天像が祀られて、漁民の守り神とされてきた。弁才天像は高さ約50cmで8本の腕を持つ八臂の像である。言い伝えでは近くの浜に流れ着いたものを祀ったとも言われる。東日本大震災では流失は免れたものの、顔が傷つき、衣服が破れたため、修復のための調査が行われている。その後、東日本大震災で倒壊した神社の鳥居とともに、修復、再建のための資金集めが行われている。
また、島は1947年（昭和22年）に建設された長さ約340mの防波堤で陸地とつながっていたが、防波堤も東日本大震災で破壊された。現在、2013年（平成25年）内の完成を目指し、復旧工事が行われている。

## 歴史
この島は、かつては大槌町漁業協同組合が所有していたが、同漁協は東日本大震災の影響で2012年（平成24年）10月に盛岡地方裁判所に自己破産を申請。島は破産管財人によって管理され、第三者の手に渡る可能性も生じたため、大槌町が2013年（平成25年）8月にもこの島を取得することになった。また同月に記念物登録がなされた。